# Irchenrieth

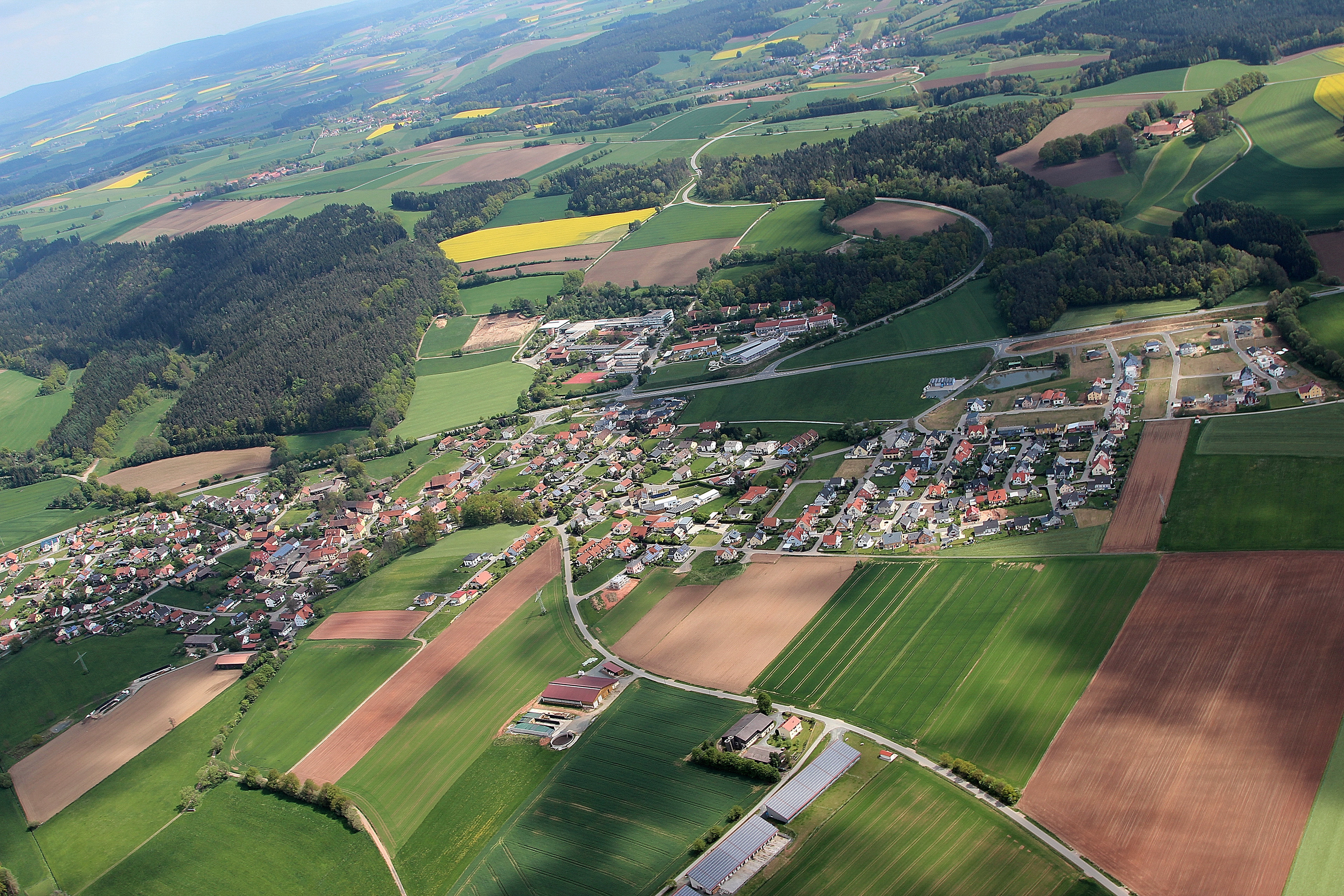
Irchenrieth (2014)

Irchenrieth ist eine Gemeinde im Oberpfälzer Landkreis Neustadt an der Waldnaab.

## Geografie
Irchenrieth liegt in der Planungsregion Oberpfalz-Nord.
Es gibt nur den Gemeindeteil und die Gemarkung Irchenrieth.

## Geschichte

### Bis zur Gemeindegründung
Irchenrieth gehörte zur Landgrafschaft Leuchtenberg, später zum Gericht Leuchtenberg des Kurfürstentums Bayern. Die Landgrafschaft Leuchtenberg war 1712/14 endgültig an Bayern gefallen. Im Zuge der Verwaltungsreformen in Bayern entstand mit dem Gemeindeedikt von 1818 die heutige Gemeinde.

### 20. Jahrhundert
Im Zuge der Gebietsreform in Bayern wurde am 1. Januar 1978 die Gemeinde Bechtsrieth eingegliedert. Seit dem 1. Januar 1994 bildet Bechtsrieth mit Trebsau nach einem Bürgerentscheid und der Zustimmung des Bayerischen Landtages wieder eine eigene Gemeinde.

### Einwohnerentwicklung
- 1961 gab es 635 Einwohner, davon 274 in Irchenrieth und 361 in Bechtsrieth
- 1970 gab es 786 Einwohner, davon 298 in Irchenrieth und 488 in Bechtsrieth
- 1991 gab es 1729 Einwohner mit Bechtsrieth

| Jahr      | 1961 | 1970 | 1987 | 1991 | 1995 | 2000 | 2004 | 2005 | 2006 | 2007 | 2008 |
| --------- | ---- | ---- | ---- | ---- | ---- | ---- | ---- | ---- | ---- | ---- | ---- |
| Einwohner | 0635 | 0786 | 0657 | 1729 | 0864 | 0897 | 1117 | 1130 | 1159 | 1155 | 1147 |
|           |      |      |      |      |      |      |      |      |      |      |      |
| Jahr      | 2009 | 2010 | 2011 | 2012 | 2013 | 2014 | 2015 | 2016 | 2017 | 2018 | 2019 |
| Einwohner | 1168 | 1165 | 1177 | 1220 | 1239 | 1308 | 1365 | 1401 | 1429 | 1480 | 1519 |
|           |      |      |      |      |      |      |      |      |      |      |      |

- Zwischen 1988 und 2018 sank die Einwohnerzahl von 1588 auf 1480 um 108 bzw. um 6,8 %; bereinigt um den Verlust von Bechtsrieth ergibt sich zwischen 1995 und 2018 allerdings ein Zuwachs um 616 Einwohner bzw. um 71,3 %.

## Politik und Öffentliche Verwaltung
Die Gemeinde ist Mitglied der Verwaltungsgemeinschaft Schirmitz.

### Bürgermeister
Erster Bürgermeister ist seit Mai 2008 Josef Hammer (CSU). Vorgänger war Albert Gruber (CSU).

### Gemeinderat
Die Gemeinderatswahl am 15. März 2020 ergab folgende Stimmenanteile und Sitzverteilung (mit Vergleich zur Wahl 2014):
| Partei | 2020 | 2020  |       | 2014 |
| Partei | %    | Sitze | Sitze |      |
| CSU    | 86,3 | 10    | 11    |      |
| SPD    | 13,7 | 2     | 1     |      |

### Wappen
| Wappen von Irchenrieth | Blasonierung: „Unter silbernem Schildhaupt, darin balkenweise drei durchgehende blaue Spickel, in Gold balkenweise ein gezinnter roter Turm mit Sockelkante am Schildrand und drei pfahlweisen goldenen Rundbogenfenstern und ein pfeilgezungter weißzähniger roter Drachenrumpf.“ |
| Wappen von Irchenrieth | Wappenbegründung: Die drei blauen Spitzen sind vom Familienwappen der Pfreimder hergeleitet, die von 1529 bis 1706 das auf Gemeindegebiet liegende Landsassengut Trebsau innehatten. Dieses Bild steht stellvertretend für den gesamten Adelsbesitz in der Gemeinde. Die Tingierung des Schildhaupts in Blau und Silber erinnert zugleich an die Zugehörigkeit der Gegend um Irchenrieth zur Landgrafschaft Leuchtenberg, deren Wappen in Blau einen silbernen Balken zeigte. An prominenter Stelle im Schild steht der Turm, ein Symbol für die heilige Barbara, der Patronin der Kirche von Irchenrieth, um die namengebende Ortschaft der Gemeinde hervorzuheben. Der Drachenrumpf ist die geminderte Schildfigur aus dem Klosterwappen von Waldsassen und soll an alte grundherrschaftliche Verbindungen erinnern. Dieses Wappen wird seit 1980 geführt. |

## Wirtschaft einschließlich Land- und Forstwirtschaft
2023 gab es 1324 sozialversicherungspflichtig Beschäftigten am Arbeitsort, 743 sozialversicherungspflichtig Beschäftigte am Wohnort und 14 Arbeitslose. Im verarbeitenden Gewerbe gab es einen Betrieb, im Bauhauptgewerbe drei Betriebe. Im Jahr 2020 bestanden sechs landwirtschaftliche Betriebe mit einer landwirtschaftlich genutzten Fläche von 208 Hektar, davon waren 145 Hektar Ackerfläche.
Seit 1969/72 befindet sich ein Heilpädagogisches Zentrum mit angeschlossenen Werkstätten, Kindergarten, Förderschule, Tagesstätte und Wohnheim in Irchenrieth. Der Förderschwerpunkt liegt auf der geistigen Entwicklung und fördert Kinder, Jugendliche und junge Erwachsene in den Bereichen Kognition und Wahrnehmungsverarbeitung mit erheblichen Entwicklungsverzögerungen und Entwicklungsrückständen und mit tiefgreifenden Entwicklungsstörungen im autistischen Bereich, die an anderen Schularten auch mit Unterstützung durch die mobilen sonderpädagogischen Dienste nicht ausreichend gefördert werden können. Die Schule ist staatlich anerkannt und befindet sich in privater Trägerschaft.